# Anaïs Maes
Anaïs Maes (Etterbeek, 23 maart 1984) is een Belgisch politica voor Vooruit. Sinds september 2023 is zij schepen in de stad Brussel, bevoegd voor Stedenbouw en Openbare Ruimte, Openbare Werken, Mobiliteit en Nederlandstalig Onderwijs. Ze is doctor in de geschiedenis en was leerkracht in het secundair onderwijs voor haar overstap naar de politiek.

## Levensloop

### Opleiding
Anaïs Maes behaalde haar master in de Geschiedenis aan de Vrije Universiteit Brussel (VUB) in 2005, met grootste onderscheiding. Tijdens haar studententijd sloot ze zich aan bij de Jongsocialisten, toen nog Animo. Aan de VUB haalde ze vervolgens een doctoraat (2007-2012) met grootste onderscheiding met het proefschrift La franc-maçonnerie et la construction d’identités nationales en Belgique (long XIXe siècle).

### Voor de politiek
Van 2005 tot 2007 werkte ze als nieuwslezeres en reporter voor FM Brussel (nu Bruzz) en was daarna presentatrice en reporter voor het programma Bende van Brussel op TV Brussel. 
Van 2005 tot 2012 was ze wetenschappelijk onderzoeker aan de Vrije Universiteit Brussel, waar ze werkte aan projecten over de Belgische en Brusselse politieke praktijken en taal bij professor Els Witte en later over de geschiedenis van de Belgische vrijmetselarij en de constructie van nationale identiteiten onder het promotorschap van professor Jeffrey Tyssens.
In 2021-2022 doceerde ze twee vakken aan de VUB: Historische Kritiek en Geschiedenis van België.
Van 2012 tot 2023 was Maes leerkracht Geschiedenis, Cultuurwetenschappen en Media aan het Koninklijk Atheneum Etterbeek. Ze werd in die periode vakbondsafgevaardigde voor de ACOD.
Sinds 2024 is Anaïs Maes Fellow van de Vrije Universiteit Brussel.

### Politieke loopbaan
In 2018 was Maes kandidaat op de lijst change.brussels — een lijst rond de sp.a — tijdens de lokale verkiezingen en behaalde 177 stemmen.
Op 4 september 2023 legde ze de eed af als schepen in de stad Brussel, als opvolger van Ans Persoons, die Brussels staatssecretaris werd. In de legislatuur 2023-2024 was ze bevoegd voor Stedenbouw en Openbare Ruimte, Nederlandstalig Onderwijs en Nederlandtalige aangelegenheden.
Bij de gemeenteraadsverkiezingen van 13 oktober 2024 werd Maes voor het eerst rechtstreeks verkozen in de gemeenteraad met 1.358 voorkeurstemmen. Haar partij, PS-Vooruit, haalde 28,1% van de stemmen, goed voor 16 zetels. Samen met MR+ en Les Engagés-CD&V vormt PS-Vooruit een meerderheid. Ze werd schepen van Stedenbouw en Openbare Ruimte, Mobiliteit, Openbare Werken en Nederlandstalig Onderwijs.

## Publicaties en lezingen
Maes heeft verschillende academische publicaties op haar naam staan, waaronder:
- Maes, Anaïs. De Eerste Wereldoorlog als katalysator van identitaire spanningen: de naoorlogse repressie binnen de Belgische vrijmetselarij. Brood & Rozen, Tijdschrift voor de geschiedenis van sociale bewegingen, 2019.
- Maes, Anaïs. La franc-maçonnerie et la construction d’identités nationales en Belgique au long XIXe siècle. Bruxelles, ASP Editions, 2015.
- Maes, Anaïs. Belgian Freemasonry and the Colonial Project in the Congo (1876-1914). Journal for Research into Freemasonry and Fraternalism, vol. 5, nr. 1 (2014), pp. 73-100.

Maes heeft ook lezingen gegeven op verschillende internationale conferenties, waaronder die over de geschiedenis van de vrijmetselarij, de Belgische Revolutie en de constructie van nationale identiteiten.
- La franc-maçonnerie comme société patriotique – la révolution de 1830. Studiedag, VUB, 2018.
- Leopold’s Mourning Ritual and Masonic Nationalist Imagery in Belgium. International Conference on the History of Freemasonry, Edinburgh, 2013.
- Freemasonry and the Construction of National Identities in Belgium (long 19th century). Doctoral Student Study Day, London, 2012.

## Blokken
In 2020 nam ze deel aan Blokken, waarin ze met zes deelnames als een van de beste kandidaten van 2019-2020 de finaleweek haalde.